# Марьевский сельсовет (Тамбовская область)
Марьевский сельсовет — сельское поселение в Инжавинском районе Тамбовской области Российской Федерации.
Административный центр — село Кулевча.

## История
Статус и границы сельского поселения установлены Законом Тамбовской области от 17 сентября 2004 года № 232-З «Об установлении границ и определении места нахождения представительных органов муниципальных образований в Тамбовской области».
В соответствии с Законом Тамбовской области от 8 ноября 2010 года № 702-З объединены Ломовский и Марьевский сельсоветы — в Марьевский сельсовет/

## Население
| 2010  | 2012  | 2013  | 2014  | 2015  | 2016  | 2017  |
| ----- | ----- | ----- | ----- | ----- | ----- | ----- |
| 787   | ↗1376 | ↘1340 | ↘1294 | ↘1269 | ↘1212 | ↘1190 |
| 2018  | 2019  | 2020  | 2021  |       |       |       |
| ↘1128 | ↘1087 | ↘1046 | ↘975  |       |       |       |

## Состав сельского поселения
| №  | Населённый пункт | Тип населённого пункта       | Население |
| -- | ---------------- | ---------------------------- | --------- |
| 1  | Кулевча          | село, административный центр | ↘431      |
| 2  | Ломовка          | село                         | ↘258      |
| 3  | Марьевка         | деревня                      | 13        |
| 4  | Оголиновка       | деревня                      | 56        |
| 5  | Первомайский     | посёлок                      | ↘90       |
| 6  | Сатино           | село                         | ↘177      |
| 7  | Соловьянка       | деревня                      | 50        |
| 8  | Стахановка       | деревня                      | 3         |
| 9  | Тишениновка      | посёлок                      | 56        |
| 10 | Филатовский      | посёлок                      | ↘293      |

### Упразднённые населённые пункты
Деревня Дмитриевка.